# Nazim al-Kudsi
Nazim al-Kudsi, arab. ‏ناظم القدسي‎ (ur. 14 lutego 1906 w Aleppo, zm. 6 lutego 1998 w Ammanie) – syryjski polityk, prezydent Syrii w latach 1961–1963. Ostatnia głowa państwa syryjskiego wybrana w demokratycznych wyborach, przed zamachem stanu przeprowadzonym przez syryjskich baasistów. 

## Życiorys

### Wczesna działalność
Pochodził z Aleppo. Ukończył studia licencjackie w zakresie prawa na Uniwersytecie Damasceńskim, stopień magistra uzyskał na Uniwersytecie Amerykańskim w Aleppo, zaś doktorat – w Genewie. Po ukończeniu nauki wrócił w 1935 do Syrii pod zarządem francuskim i przystąpił do największej organizacji niepodległościowej, tworzonej przez przedstawicieli elity kupieckiej i właścicieli ziemskich – Bloku Narodowego. W 1936 wystartował w wyborach do parlamentu syryjskiego z listy Bloku. Uzyskał mandat i sprawował go do 1939, gdy popadł w konflikt z przywódcami organizacji, których winił za nieskuteczne działanie w sprawie sandżaku Aleksandretty, przekazanego przez francuskie władze mandatowe Turcji. Al-Kudsi wystąpił z Bloku i założył w Aleppo własną organizację. W 1943 po raz kolejny wystartował w wyborach parlamentarnych w Syrii i po raz drugi odniósł sukces. Bez powodzenia starał się uniemożliwić wybór lidera Bloku Narodowego Szukriego al-Kuwatliego na prezydenta kraju. Po objęciu stanowiska w sierpniu 1943 al-Kuwatli mianował al-Kudsiego pierwszym ambasadorem niepodległej Syrii w Stanach Zjednoczonych, co miało być gestem dobrej woli wobec opozycji. Al-Kudsi od podstaw zorganizował ambasadę syryjską w Waszyngtonie.

### Lider Partii Ludowej
Do kraju wrócił w 1947 i razem z innym intelektualistą z Aleppo, Ruszdim al-Kichiją, utworzył Partię Ludową, która miała być przeciwwagą dla prezydenckiej Partii Narodowej. Do ugrupowania przystąpiła część polityków dawnego Bloku Narodowego, inni zachowali lojalność wobec al-Kuwatlego. Program polityczny al-Kudsiego zakładał zachowanie orientacji prozachodniej, utrzymanie demokratycznego systemu politycznego i zawarcie unii z Irakiem. Według niektórych źródeł rządzący tym krajem Haszymici współfinansowali organizację, chociaż jej głównymi darczyńcami byli przedstawiciele syryjskich rodów kupieckich i właścicieli ziemskich, zwłaszcza z Aleppo. W roku powrotu do Syrii po raz kolejny uzyskał mandat deputowanego parlamentarnego z ramienia swojej partii. Uzyskiwał reelekcję dwa lata później. W tym samym roku rząd syryjski został obalony przez zamach stanu Husniego az-Za’ima. Zaproponował on następnie al-Kudsiemu utworzenie gabinetu, ten jednak odmówił, twierdząc, że nie będzie wspierał niedemokratycznych rządów wojskowych. W rezultacie az-Za’im zdelegalizował Partię Ludową i nakazał uwięzić jej przywódcę, a następnie przenieść go do aresztu domowego. 14 sierpnia 1949 al-Kudsi odzyskał wolność po kolejnym przewrocie, który zorganizował zwolennik Haszymidów i Partii Ludowej Sami al-Hinnawi. Wojskowy ten przywrócił w Syrii rządy cywilne, a al-Kudsiego uczynił szefem tymczasowego komitetu rządzącego krajem. Al-Kudsi wszedł również do zgromadzenia opracowującego nową syryjską konstytucję. Partia Narodowa zbojkotowała wybory do tego ciała, co sprawiło, że większość mandatów i misja tworzenia rządu przypadła Partii Ludowej. W rządzie Haszima al-Atasiego al-Kudsi został ministrem spraw zagranicznych.
Pełniąc to stanowisko, al-Kudsi prowadził rozmowy z irackim regentem Abd al-Ilahem dotyczące projektu unii syryjsko-irackiej. W 1950 obaj wypracowali zasady przyszłego porozumienia, zakładającego utrzymanie odrębnych rządów każdego państwa i uzgadnianie najważniejszych decyzji dotyczących polityki, wojskowości, spraw społecznych, kultury i gospodarki. 1 stycznia 1951 al-Kudsi zaprezentował je na posiedzeniu Ligi Państw Arabskich, sugerując, by stały się podstawą utworzenia wspólnego państwa wszystkich Arabów.
Od grudnia 1949 kluczowy wpływ na politykę Syrii wywierał gen. Adib asz-Sziszakli, który dokonał w tym miesiącu zamachu stanu. Gdy w końcu tego samego miesiąca prezydent Haszim al-Atasi powierzył al-Kudsiemu misję tworzenia rządu, asz-Sziszakli i inni wojskowi wymusił na nim zmianę decyzji. Ostatecznie 4 czerwca 1950 Nazim al-Kudsi utworzył jednak gabinet, do którego powołał bliskiego współpracownika asz-Sziszaklego gen. Fauziego as-Silu. Wojskowi uniemożliwili kontynuowanie rozmów syryjsko-irackich, co skłoniło al-Kudsiego do rezygnacji w marcu 1951. W październiku 1951 były premier został przewodniczącym syryjskiego parlamentu, jednak już w kolejnym miesiącu asz-Sziszakli przeprowadził drugi zamach stanu, po którym pełnię władzy przejęło wojsko. Al-Kudsi ponownie został uwięziony, a następnie przeniesiony do aresztu domowego. Był jednak w stanie wziąć udział w tworzeniu opozycji przeciwko rządom oficerów, która w 1954 zdołała obalić asz-Sziszaklego.
W tym samym roku al-Kudsi po raz kolejny uzyskał mandat deputowanego parlamentarnego, a następnie został przewodniczącym parlamentu. Przedstawiane przez niego idee unii Syrii z Irakiem nie były już jednak odbierane tak pozytywnie, jak przez kilkoma laty. W syryjskim społeczeństwie znacznie popularniejsza była koncepcja połączenia kraju z naserowskim Egiptem. Al-Kudsi przedstawiał skrajnie odmienny program, wzywając do przystąpienia państwa do Paktu Bagdadzkiego i zdecydowanego związania się ze Stanami Zjednoczonymi przeciwko ZSRR. 12 października 1957 al-Kudsi zrezygnował z piastowanego stanowiska, przekazując je jednemu z przywódców syryjskich socjalistów Akramowi al-Hauraniemu. Głosował przeciwko utworzeniu Zjednoczonej Republiki Arabskiej, a gdy do unii egipsko-syryjskiej jednak doszło, wycofał się z życia politycznego i spędził kolejne trzy lata w rodzinnym Aleppo, nie prowadząc działalności publicznej.

### 1961-1963
Po zerwaniu unii syryjsko-egipskiej, co nastąpiło we wrześniu 1961, al-Kudsi z powodzeniem wystartował w nowych wyborach parlamentarnych. W grudniu tego samego roku zwyciężył w wyborach prezydenckich. Całkowicie zmienił kierunek syryjskiej polityki zagranicznej, w której w latach 1958–1961 dominował panarabizm, starając się zawrzeć trwały sojusz ze Stanami Zjednoczonymi i niechętnymi Abdel Naserowi rządami Arabii Saudyjskiej, Libanu i Jordanii. Wdrożył również program reprywatyzacji syryjskiej gospodarki i uzyskał dla kraju kredyty z Banku Światowego. Za jego rządów z armii syryjskiej usunięto oficerów sympatyzujących z naseryzmem oraz z socjalistyczną i panarabską partią Baas.
Niezadowoleni z rządowych ingerencji w armii i odsuwania wojskowych od współdecydowania o sprawach państwowych oficerowie, pod dowództwem Abd al-Karima an-Nahlawiego, w końcu marca 1962 przeprowadzili w Syrii kolejny pucz i aresztowali prezydenta. Już cztery dni później al-Kudsiego uwolniła lojalna frakcja wojskowych na czele z Abd al-Karimem Zahr ad-Dinem. Prezydent usiłował naprawić relacje z Naserem i z syryjskimi socjalistami, powołując rząd naserysty Baszira al-Azmy, który powrócił do wdrażania w kraju zarzuconej w 1961 reformy rolnej, jednak nie zdołał przekonać do siebie lewicy. 8 marca 1963 Komitet Wojskowy partii Baas z Salahem Dżadidem i Hafizem al-Asadem na czele przeprowadził w kraju zamach stanu, obalając prezydenta. Al-Kudsi został pozbawiony praw obywatelskich i zmuszony do emigracji. Wyjechał do Europy, następnie żył w Libanie i w Jordanii, tam też zmarł.